# ازدواجية الشخصية

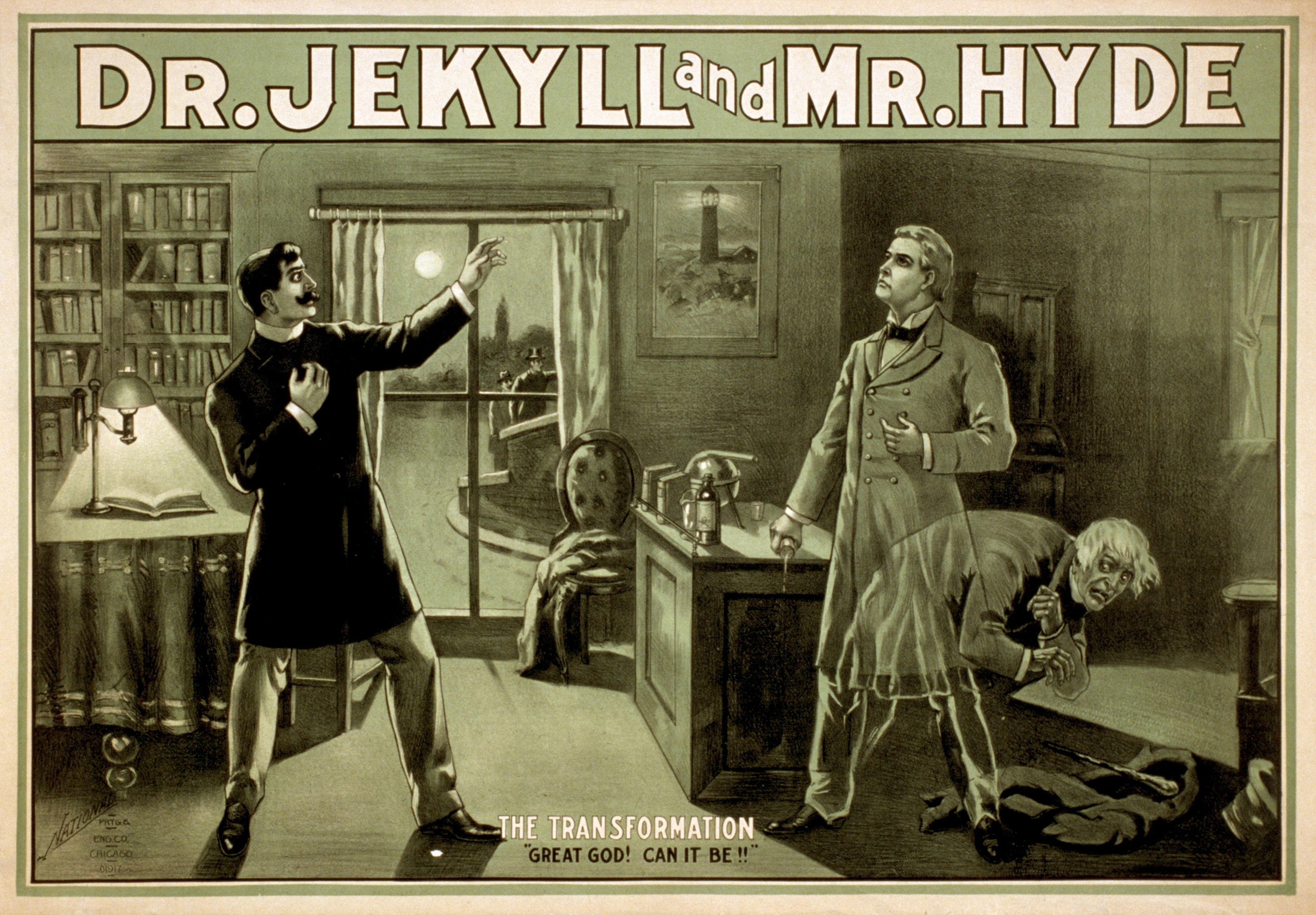
ملصق للتكيف المسرحي مع فيلم Strange Case للدكتور جيكل والسيد هايد.

في الأدب يُشير مصطلح ازدواجية الشخصية (بالإنجليزية: gothic double)‏ إلى نوعٍ من الروايات التي تتناول شخصية ذات طبيعتين. غالبًا ما تكونُ هذه الشخصيّة بطلة الرواية أو على الأقل شخصية مهمة وتلعبُ دورًا مهمًا في القصّة. يُركّز هذا المفهوم على التناقض الكامل بين الخير والشر وقد برزَ في عددٍ من الروايات بما في ذلك قضية الدكتور جيكل والسيد هايد الغريبة  لروبرت لويس ستيفنسون أو هيثكيلف في رواية مرتفعات ويذرنغ.